# 贝兰泰
贝兰泰（義大利語：Bellante），是意大利泰拉莫省的一个市镇。总面积49平方公里，人口7242人，人口密度147.8人/平方公里（2009年）。ISTAT代码为067006。